# Douglass F. Hoese
Douglass Fielding „Doug“ Hoese (* 17. April 1942 im Bexar County, Texas), häufig als Douglass F. Hoese zitiert, ist ein US-amerikanischer Ichthyologe und Meeresbiologe, der in Australien tätig ist.

## Leben
Hoese ist der Sohn von Adolph Hermann Hoese und Feliciana Douglas Dickson. Er erwarb 1964 einen BA in Zoologie an der University of Texas und wurde 1971 mit der Dissertation A Revision of the Eastern Pacific Species of the Gobiid Fish Genus Gobiosoma: With a Discussion of Relationships of the Genus zum Ph.D. in Meeresbiologie an der University of California, San Diego, promoviert. Von 1965 bis 1970 arbeitete Hoese als Teilzeit-Forschungsassistent in Fischsystematik an der Scripps Institution of Oceanography. 1971 wurde er Assistenzkurator für Fische am Australian Museum in Sydney. Im selben Jahr wurde offiziell die Australian Society for Fish Biology (ASFB) gegründet und 1973 wurde Hoese nach John Sydney Lake und Gilbert Percy Whitley zum dritten Präsidenten dieser Organisation gewählt. Von 1975 bis 1977 war er zudem Sekretär und in den Jahren 1977 und 1978 Ratsmitglied.
Von 1976 bis 1981 war Hoese Kurator für Fische am Australian Museum, übernahm aber auch mehrere andere Positionen, als das Museum Personal und Forschungsgruppen umstrukturierte. So war er von 1981 bis 1981 Leiter der Meeresgruppe, von 1982 bis 1988 wissenschaftlicher Referent, von 1983 bis 1987 Vorsitzender der Abteilung für Wirbeltierzoologie, von 1988 bis 1999 leitender Wissenschaftler, von 1989 bis 1998 Leiter der Abteilung für Wirbeltierzoologie und wissenschaftliche Dienste sowie von 1999 bis 2004 Leiter der Wissenschaft. Hoese ging 2004 in den Ruhestand, ist jedoch weiterhin als wissenschaftlicher Mitarbeiter für das Australian Museum tätig. 
Hoese beschäftigt sich hauptsächlich mit der Systematik der Grundelartigen (Gobiodei), einer Gruppe, die weit über 2500 Arten umfasst. Zu den Grundelartigen gehören etwa 10 % aller bekannten rezenten Fischarten, etwa 15 % aller riffbewohnenden Fischarten in Australien und 20 bis 40 % aller Arten in australischen Flussmündungen. Hoeses Forschungen trugen zu einem besseren taxonomischen Rahmen für diese Gruppe bei, durch den andere Arbeiten gefördert und verbessert wurden. Darüber hinaus hat er in über 40 Jahren eine Datenbank aller beschriebenen und anerkannten Gattungen und Arten sowie eine umfassende Bibliografie aller Grundelartigen angelegt.
Hoeses systematische Forschung konzentriert sich auf folgende drei Bereiche: 
- Taxonomische Überarbeitungen verschiedener Gattungen, insbesondere Glossogobius und Eleotris.
- Definition und Beziehungen der Gattungen. Bei früheren Klassifizierungen wurden zahlreiche indopazifische Grundelgattungen anerkannt, die nur eine einzige Art enthielten, wobei in der Literatur nur wenig Übereinstimmung über die Klassifizierung bestand. Hoese trug mit seinen Studien dazu bei, dass sich die Anzahl der anerkannten Gattungen um etwa 30 % verringert hat, wodurch in der aktuellen Literatur jetzt weitgehende Übereinstimmung über die meisten Gattungen herrscht.
- Höhere Klassifizierung und Beziehungen der wichtigsten taxonomischen Gruppen (Familien und Unterfamilien). Zu diesem Zweck legte Hoese eine große Sammlung von Exemplaren an, darunter osteologisches Material und Röntgenbilder von etwa 70 % der bekannten Gattungen.

1981 veranstalteten John R. Paxton und Hoese gemeinsam die erste internationale Konferenz über Fische des Indopazifiks (IPFC) im Australian Museum. Diese Reihe von sehr erfolgreichen Konferenzen wird alle vier Jahre fortgesetzt. 2009 fand die erste gemeinsame Konferenz mit der ASFB in Fremantle statt.
Hoese gehört zu den Erstbeschreibern von 136 Fischarten, darunter 2010 in Zusammenarbeit mit Helen K. Larson die Grundelart Priolepis akihitoi, mit der der damalige japanische Tennō Akihito gewürdigt wurde.

## Dedikationsnamen
Nach Doug Hoese sind dreizehn Arten benannt worden, darunter
- Alabes hoesei Springer & Fraser, 1976
- Allomogurnda hoesei Allen, 2003
- Dermatopsis hoesei Møller & Schwarzhans, 2006
- Eviota hoesei Gill & Jewett, 2004
- Glossogobius hoesei Allen & Boeseman, 1982
- Istigobius hoesei Murdy & McEachran, 1982
- Koumansetta hoesei Kovačić, Bogorodsky, Mal & Alpermann, 2018
- Pseudogobius hoesei Larson & Hammer, 2021
- Schismatogobius hoesei Keith, Lord & Larson, 2017
- Silhouettea hoesei Larson & Miller, 1986
- Starksia hoesei Rosenblatt & Taylor, 1971
- Stenogobius hoesei Watson, 1991
- Trimma hoesei Winterbottom, 1984

## Erstbeschreibungen von Douglass F. Hoese
- Aioliops Rennis & Hoese, 1987
- Aioliops brachypterus Rennis & Hoese, 1987
- Aioliops megastigma Rennis & Hoese, 1987
- Aioliops novaeguineae Rennis & Hoese, 1987
- Aioliops tetrophthalmus Rennis & Hoese, 1987
- Allomogurnda multicincta Allen & Hoese, 2017
- Amblyeleotris randalli Hoese & Steene, 1978
- Barbulifer mexicanus Hoese & Larson, 1985
- Bostrychus microphthalmus Hoese & Kottelat, 2005
- Calumia profunda Larson & Hoese, 1980
- Cryptocentrus altipinna Hoese, 2019
- Cryptocentrus tentaculatus Hoese & Larson, 2004
- Discordipinna Hoese & Fourmanoir, 1978
- Discordipinna griessingeri Hoese & Fourmanoir, 1978
- Egglestonichthys bombylios Larson & Hoese, 1997
- Eviota kermadecensis Hoese & Stewart, 2012
- Fusigobius duospilus Hoese & Reader, 1985
- Fusigobius signipinnis Hoese & Obika, 1988
- Glossogobius bellendenensis Hoese & Allen, 2009
- Glossogobius clitellus Hoese & Allen, 2012
- Glossogobius coatesi Hoese & Allen, 1990
- Glossogobius gnomus Hoese, Allen & Hadiaty, 2017
- Glossogobius illimis Hoese & Allen, 2012
- Glossogobius macrocephalus Hoese & Allen, 2015
- Glossogobius mahalonensis Hoese, Hadiaty & Herder, 2015
- Glossogobius multipapillus Hoese & Allen, 2015
- Glossogobius munroi Hoese & Allen, 2012
- Glossogobius muscorum Hoese & Allen, 2009
- Glossogobius nanus Hoese, Allen & Hadiaty, 2017
- Glossogobius pumilus Hoese, Allen & Hadiaty, 2017
- Glossogobius robertsi Hoese & Allen, 2009
- Glossogobius sentaniensis Hoese & Allen, 2015
- Glossogobius torrentis Hoese & Allen, 1990
- Gobulus birdsongi Hoese & Reader, 2001
- Hetereleotris apora (Hoese & Winterbottom, 1979)
- Hetereleotris margaretae Hoese, 1986
- Hetereleotris readerae Hoese & Larson, 2005
- Hetereleotris vinsoni Hoese, 1986
- Heteroclinus argyrospilos Hoese & Pogonoski, 2021
- Heteroclinus kuiteri Hoese & Rennis, 2006
- Heteroclinus macrophthalmus Hoese, 1976
- Hyporthodus perplexus (Randall, Hoese & Last, 1991)
- Hypseleotris ejuncida Hoese & Allen, 1982
- Hypseleotris kimberleyensis Hoese & Allen, 1982
- Hypseleotris regalis Hoese & Allen, 1982
- Istigobius murdyi Hoese & Erdmann, 2018
- Kimberleyeleotris Hoese & Allen, 1987
- Kimberleyeleotris hutchinsi Hoese & Allen, 1987
- Kimberleyeleotris notata Hoese & Allen, 1987
- Larsonella pumilus (Larson & Hoese, 1980)
- Mogurnda cingulata Allen & Hoese, 1991
- Mogurnda furva Allen & Hoese, 1986
- Mogurnda kutubuensis Allen & Hoese, 1986
- Mogurnda lineata Allen & Hoese, 1991
- Mogurnda orientalis Allen & Hoese, 1991
- Mogurnda spilota Allen & Hoese, 1986
- Mogurnda vitta Allen & Hoese, 1986
- Myersina lachneri Hoese & Lubbock, 1982
- Navigobius Hoese & Motomura, 2009
- Navigobius dewa Hoese & Motomura, 2009
- Nesogobius greeni Hoese & Larson, 2006
- Nesogobius maccullochi Hoese & Larson, 2006
- Nesogobius tigrinus Hammer, Hoese & Bertozii, 2015
- Odontobutidae Hoese & Gill, 1993
- Ophiogobius jenynsi Hoese, 1976
- Ostorhinchus limenus (Randall & Hoese, 1988)
- Paraplesiops alisonae Hoese & Kuiter, 1984
- Paratrimma Hoese & Brothers, 1976
- Paratrimma nigrimenta Hoese & Brothers, 1976
- Paratrimma urospila Hoese & Brothers, 1976
- Paraxenisthmus Gill & Hoese, 1993
- Paraxenisthmus springeri Gill & Hoese, 1993
- Parioglossus aporos Rennis & Hoese, 1985
- Parioglossus lineatus Rennis & Hoese, 1985
- Parioglossus marginalis Rennis & Hoese, 1985
- Parioglossus nudus Rennis & Hoese, 1985
- Parioglossus triquetrus  Rennis & Hoese, 1985
- Parioglossus verticalis Rennis & Hoese, 1985
- Parma alboscapularis Allen & Hoese, 1975
- Parma occidentalis Allen & Hoese, 1975
- Pascua sticta (Hoese & Larson, 2005)
- Philypnodon macrostomus Hoese & Reader, 2006
- Plectranthias lasti Randall & Hoese, 1995
- Plectranthias pallidus Randall & Hoese, 1995
- Plectranthias robertsi Randall & Hoese, 1995
- Plectropomus marisrubri Randall & Hoese, 1986
- Porcellio anagae Hoese, 1985
- Porcellio gruneri Hoese, 1978
- Porcellio palmae Hoese, 1985
- Porcellio studienstiftius Hoese, 1985
- Priolepis akihitoi Hoese & Larson, 2010
- Priolepis cyanocephala Hoese & Larson, 2010
- Ptereleotris arabica Randall & Hoese, 1985
- Ptereleotris melanopogon Randall & Hoese, 1985
- Ptereleotris monoptera Randall & Hoese, 1985
- Ptereleotris uroditaenia Randall & Hoese, 1985
- Pterocerdale Hoese & Motomura, 2009
- Pterocerdale insolita Hoese & Motomura, 2009
- Signigobius Hoese & Allen, 1977
- Signigobius biocellatus Hoese & Allen, 1977
- Stonogobiops medon Hoese & Randall, 1982
- Stonogobiops nematodes Hoese & Randall, 1982
- Stonogobiops xanthorhinicus Hoese & Randall, 1982
- Sueviota Winterbottom & Hoese, 1988
- Sueviota aprica Winterbottom & Hoese, 1988
- Sueviota atrinasa Winterbottom & Hoese, 1988
- Sueviota lachneri Winterbottom & Hoese, 1988
- Sueviota larsonae Winterbottom & Hoese, 1988
- Tasmanogobius gloveri Hoese, 1991
- Tasmanogobius lasti Hoese, 1991
- Thalasseleotris Hoese & Larson, 1987
- Thalasseleotris adela Hoese & Larson, 1987
- Thalasseleotris iota Hoese & Roberts, 2005
- Tigrigobius limbaughi (Hoese & Reader, 2001)
- Tomiyamichthys levisquama Hoese, Shibukawa & Johnson, 2016
- Trimma insularum Winterbottom & Hoese, 2015
- Trimma kitrinum Winterbottom & Hoese, 2015
- Trimma maiandros Hoese, Winterbottom & Reader, 2011
- Trimma meristum Winterbottom & Hoese, 2015
- Trimma pentherum Winterbottom & Hoese, 2015
- Trimma quadrimaculatum Hoese, Bogorodsky & Mal, 2015
- Trimma readerae Winterbottom & Hoese, 2015
- Trimma xanthum Winterbottom & Hoese, 2015
- Tryssogobius Larson & Hoese, 2001
- Tryssogobius colini Larson & Hoese, 2001
- Tryssogobius longipes Larson & Hoese, 2001
- Valenciennea alleni Hoese & Larson, 1994
- Valenciennea bella Hoese & Larson, 1994
- Valenciennea decora Hoese & Larson, 1994
- Valenciennea limicola Hoese & Larson, 1994
- Valenciennea parva Hoese & Larson, 1994
- Valenciennea persica Hoese & Larson, 1994
- Valenciennea randalli Hoese & Larson, 1994
- Xenisthmus chi Gill & Hoese, 2004
- Xenisthmus eirospilus Gill & Hoese, 2004
- Xenisthmus semicinctus Gill & Hoese, 2004